# 원시별

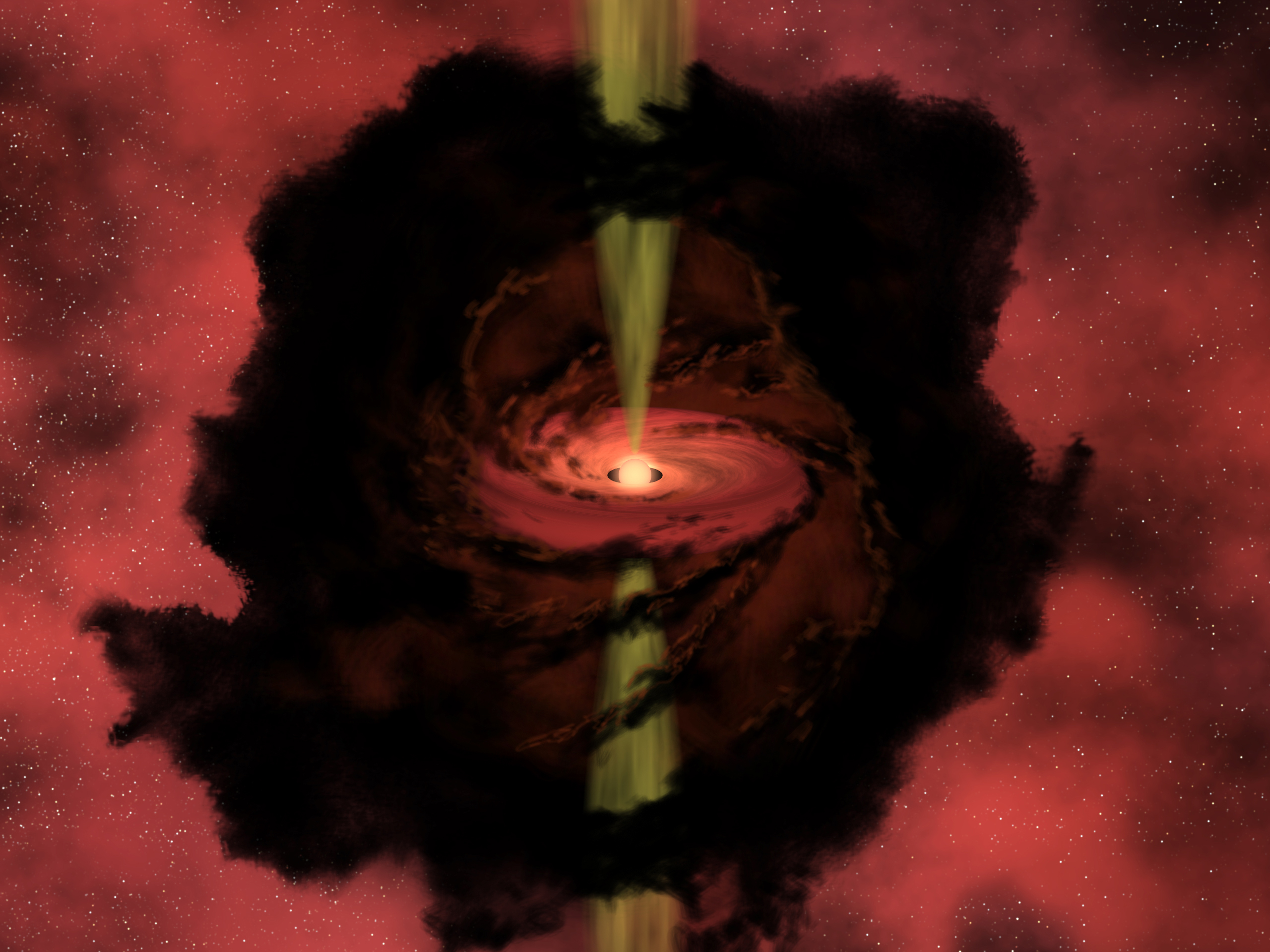
보크 구상체에서 태어나고 있는 원시별.

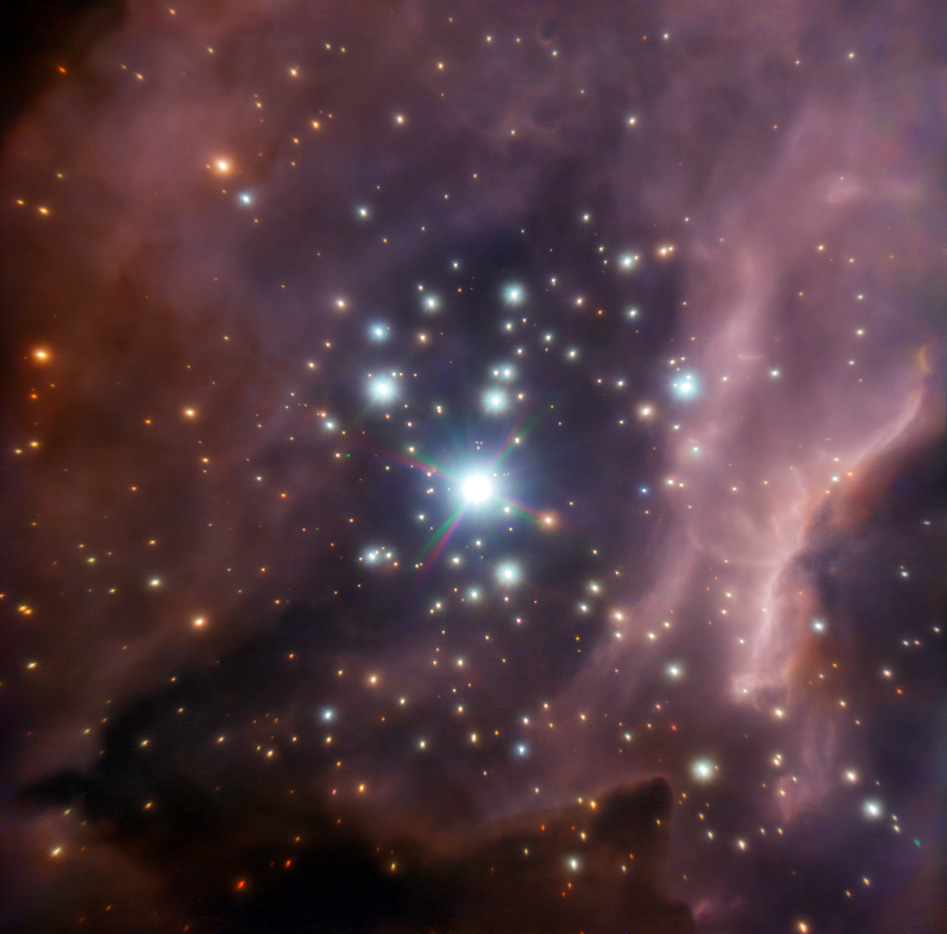
젊고 무거운 별 IRS2 주위 RCW 38 성단의 중심부. 유럽 우주국 소유 VLT에 부착된 NACO 적응광학 기구를 이용하여 촬영. 천문학자들은 IRS2가 거의 질량이 비슷한 별 두 개로 이루어진 쌍성계임을 알아냈다. 또한 수많은 원시별들도 함께 발견했다.

원시별은 성간 물질 내 거대 분자 구름이 수축하여 이루어진 거대한 덩어리이다. 원시별 단계는 별이 생겨나는 과정 중 초기 단계이다. 태양 정도 질량의 별은 약 10만 년 정도 원시별 단계에 머무른다. 원시별 단계는 분자 구름 중심부의 밀도가 증가하면서 시작되며 황소자리 T형 항성(이후 주계열성이 된다)으로 진화하면서 끝난다. 원시별의 마지막 단계에서 태양풍과 비슷하나 더 강력한 황소자리 T 항성풍이 발생한다. 이 항성풍은 별이 질량을 끌어당기는 과정을 끝내고 내부에서 에너지를 복사하기 시작했음을 알리는 지표가 된다.
관측 결과 거대 분자 구름은 비리얼 균형 비슷한 상태에 있음이 드러났다. 요약하자면, 분자 구름을 이루는 분자·먼지 입자의 열적 압력과, 구름의 중력 속박 에너지는 서로 균형을 이루고 있다. 열적 복사는 원시별의 중심핵이 중력적으로 붕괴하는 것을 막는 주요한 원인이지만, 자기 압력 및 난류, 자전 역시 붕괴를 막는 원인이 된다(2003년, 라르손). 분자 구름에 교란이 가해지면 구름의 균형 상태는 깨진다. 교란의 예로 초신성 폭발로 일어나는 충격파, 은하 내 나선 밀도파, 다른 분자 구름과의 조우 혹은 충돌 등을 들 수 있다. 이 교란의 정도가 충분히 크면 중력적인 불안정함이 생겨나며, 구름 내 특정한 곳으로 물질이 뭉치기 시작한다.
영국 물리학자 제임스 진즈 경은 위 현상을 상세하게 인식했다. 그는 적합한 조건하에서 분자 구름 또는 구름의 일부가 위 설명처럼 수축하기 시작한다고 주장했다. 그는 구름의 밀도 및 온도의 함수로써, 중력적 수축이 일어나기 위한 분자 구름의 최소 질량을 계산하는 공식을 이끌어냈다. 이 임계 질량을 진즈 질량으로 부른다. 공식은 다음과 같다.
{\displaystyle M_{j}={\frac {9}{4}}\times \left({\frac {1}{2\pi n}}\right)^{\frac {1}{2}}\times {\frac {1}{m^{2}}}\times \left({\frac {kT}{G}}\right)^{\frac {3}{2}}}
여기서 n은 입자 개수 밀도이며 m은 구름 내 가스 입자의 평균 질량이고, T는 가스의 온도이다.

## 구름 분열
항성들은 성단으로 불리는 무리를 짓고 있는 모습을 많이 보여주는데, 성단 구성원들은 거의 동시에 태어난 것처럼 보인다. 분자 구름이 균일하지 않게 뭉쳤다고 가정하면 성단의 존재 이유를 설명할 수 있다. 리차드 라르손이 처음 제기한 것처럼, 별들이 태어나는 거대 분자 구름에는 구름 내 전범위에 걸쳐 영향을 주는 난류 속도가 있다. 이 난류 속도는 가스를 충격파 형태로 압축하며, 이 충격파는 다양한 크기 및 밀도를 갖는, 덩어리 혹은 줄무늬 모양의 구조를 만든다. 이 과정을 난류 분열(turbulent fragmentation)이라고 한다. 일부 덩어리 구조들은 진즈 질량을 넘어가서 중력적으로 불안정해지며, 다시 쪼개져서 단독성계 혹은 다중성계를 형성하게 된다.
이유가 어쨌든간에 분자 구름은 보다 작고 빽빽한 영역들로 쪼개지며 이들은 다시 더 작은 영역들로 나뉘고, 결국 원시별들이 무더기로 태어나는 성단을 형성하게 된다. 성단은 흔하나 큰 것 외에 작은 성단도 흔하다는 점에서 이 논리는 설득력이 있다.

## 수축 에너지로 인한 가열
분자 구름이 수축하면서 온도는 올라가기 시작한다. 온도 상승은 핵반응이 아닌 중력 속박 에너지가 열적 운동 에너지로 바뀌기 때문이다. 수축하는 분자 구름 일부로부터 어떤 입자(원자 또는 분자)의 거리가 줄어들수록 입자의 중력 에너지는 줄어든다. 입자의 총에너지는 변하지 않으므로 중력 에너지가 줄어들면서 입자의 운동 에너지는 늘어난다. 이는 분자 구름의 열적 운동 에너지 또는 온도가 상승한다는 의미와도 같다. 구름이 뭉칠수록 온도는 더욱 올라간다.
분자 사이 충돌로 분자들은 자주 들뜬 상태에 놓이며, 들뜬 상태가 붕괴되면서 방사선을 뿜는다. 이 방사선은 특정 주파수를 보여주는 경우가 많다. 이 시기 온도(10~20 켈빈)에서 방사선은 스펙트럼상 마이크로파나 적외선 범위에서 방출된다. 이 방사선 대부분은 탈출하며 구름 온도가 급격히 올라가는 것을 막는다.
구름이 수축하면서 분자의 개수 밀도는 증가하며, 방출되는 방사선이 탈출하기 어렵게 만든다. 그 효과로 가스는 방사선에 대해 불투명하게 되고 구름의 온도는 보다 빠르게 올라간다.
구름이 적외선 영역 내 방사선에 대해 불투명해지기 때문에 우리는 구름 속에서 어떤 일이 일어나는지 직접 관측하기 어렵게 된다. 따라서 구름 내부 원시별들을 관측하려면 가장 빽빽한 분자 구름도 탈출할 수 있는 전파 영역 파장을 봐야 한다. 이 단계를 이해하기 위해서는 이론 및 컴퓨터 모형의 도움도 필요하다.
뜨거워진 중심부로 주위를 둘러싼 질량이 계속 떨어지는 동안 원시별 상태는 지속된다. 뭉친 부분 주변의 가스 및 먼지층이 흩어지면서 강착 과정이 멈추면 별은 전주계열성 단계로 접어들고, 헤르츠스프룽-러셀 도표상 항성 탄생선 위에 놓이게 된다.

## 같이 보기
- 전주계열성
- 원시 행성계 원반
- 쿼시 별
- 항성 형성
- 항성진화

## 참고 문헌
- Larson, R.B. (2003), The physics of star formation, Reports on Progress in Physics, vol. 66, issue 10, pp. 1651-1697